# 出光ルブテクノインドネシア
P.T.出光ルブテクノインドネシア（インドネシア語: P.T. Idemitsu Lube Techno Indonesia）は、日本の出光興産が展開するインドネシア国内の子会社。

## 概要
- 2004年10月、潤滑油の製造販売を目的に創業。出光興産の出資割合は90%。残り10%は、地元企業のアトラス・ペトロケミンド（Atlas Petrochem Indo）。なお、インドネシア国内には同時期に設立された出光ルブインドネシア（事業目的は潤滑油の輸入・販売）という社名が似た100%出資の子会社が存在する。
- 2005年11月には西ジャワ州カワラン県で潤滑油（二輪および四輪用）の製造工場が稼働開始。年間2万5,000キロリットル製造能力を持つ工場は、設備の改良や増強を進めた結果、2010年には、6万5,000キロリットル規模へ達している[1]。
- 2010年時点で、インドネシア国内の潤滑油市場で第2位のシェアを有する。ただし生産する潤滑油の8割はOEMにより他社へ供給されており、出光のブランド名はシェアほど高いわけではない。
- 2019年、ジャカルタ市内に潤滑油を製造する第二工場を設置[2]。